# Menno Reemeijer
Menno Reemeijer (Naarden, 25 maart 1965) is een Nederlands communicatieadviseur en voormalig radiopresentator en verslaggever.

## Biografie
Reemeijer studeerde aan de Christelijke Academie voor Journalistiek in Kampen, werkte een tijdje freelance voor het radiojournaal van de AVRO en vertrok in 1989 naar Omroep Flevoland. Daar begon hij als redacteur, regisseur en verslaggever en na een paar jaar ging hij er ook presenteren.
Via Radio Oost (als verslaggever) en Veronica Nieuwsradio (als presentator) belandde Reemeijer in 1996 als presentator bij het Radio 1 Journaal. Hij werkte er als verslaggever en nam op dinsdag- en donderdagochtend het rechtstreeks uitgezonden Het Filiaal voor zijn rekening. 
Reemeijer deed meerdere keren verslag van Koninginnedag op de televisie. Hij was ook aanwezig als verslaggever bij de aanslag op Koninginnedag 2009. Ook maakte hij een reportage naar aanleiding van het neerstorten van een vliegtuig in Tripoli, waarbij een Nederlands kind van negen het als enige overleefde. 
Van 1998 tot 2012 presenteerde Reemeijer de vrijdagavonduitzending van Langs De Lijn. Hij was ook vaak in ochtenduitzendingen te horen op Radio 1 met zijn reportages.  
Vanaf 1 september 2015 was Reemeijer werkzaam als woordvoerder en communicatieadviseur van de commissaris van de Koning van Overijssel. Bij het aantreden van Ank Bijleveld als Minister van Defensie in 2017 ging hij met haar mee als woordvoerder naar het ministerie.